# 神奈川師範学校
神奈川師範学校（かながわしはんがっこう）は、新制横浜国立大学学芸学部（現・教育学部） の前身の一つとなった師範学校である。

## 沿革

### 神奈川県立期

#### 小学校教員養成所、師範学校、横浜師範学校
- 1874年（明治7年）
  - 5月 - 神奈川県は初めて小学教員養成所を第七番中学区横浜の如春学舎（本町6丁目）に設置、番外啓行堂と称した。
  - 9月 - 番外啓行堂を神奈川県師範学校と改称。翌年にかけて他に県内3か所、第八番中学区多摩郡日野宿の宝泉寺（翌年八王子へ移転）、第九番中学区高座郡羽鳥村（現藤沢市）の羽鳥小学校、第十番中学区三浦郡浦賀村（現横須賀市）の感応院（叶神社の別当寺）にも小学教員養成所を増設。この頃、足柄県が小学講習所を小田原・韮山に設置。
- 1875年（明治8年）
  - 2月 - 横浜校を神奈川県第一号師範学校とし、以下、八王子校を第二号師範学校、羽鳥校を第三号師範学校、浦賀校を第四号師範学校と改称。この頃、足柄県が講習所を師範講習所と改称。
- 1876年（明治9年）
  - 4月 - 北仲通6丁目の官舎跡地に新築落成した横浜学校（木造二階建）内に第一号師範学校を移転開校。足柄県廃止により旧相模国西部が神奈川県に移管。
  - 6月 - 野毛山（戸部町字境久保）の修文館廃止。
  - 7月 - 全師範学校を第一号師範学校に統合、横浜師範学校と改称し、野毛山の旧修文館に再移転。小田原師範講習所を小田原師範学校と改称。

#### 旧・神奈川県師範学校
- 1879年（明治12年）
  - 3月 - 老松学校を附属小学校に兼用。
  - 5月 - 神奈川県師範学校と改称。
  - 10月 - 小田原師範学校を廃止し、神奈川県師範学校に一元化。
- 1882年（明治15年）師範学校教則大綱に準拠。
  - 初等師範科（1年制）・中等師範科（2年制）・高等師範科（4年制）を設置。

#### 神奈川県尋常師範学校
- 1887年（明治20年）4月 - 師範学校令により神奈川県尋常師範学校（本科4年制）と改称。
- 1889年（明治22年）4月 - 卒業生による同窓会組織「友松会」創立。
- 1890年（明治23年）1月7日及び11月25日 -  校舎火災。
- 1892年（明治25年）3月 -  鎌倉郡東鎌倉村雪ノ下（現・鎌倉市雪ノ下）に移転。

#### 神奈川県師範学校
- 1898年（明治31年）4月 -  師範教育令により神奈川県師範学校と改称。
- 1902年（明治35年）4月 -  横浜市岡野町の県立高等女学校内に講習科を附設。修業年限6ヶ月。小学校女子教員養成を目的。
- 1907年（明治40年）1月 -  神奈川県女子師範学校を設置（講習科を分離独立）。
- 1908年（明治41年）2月 - 師範学校規程により学則制定。
  - 本科第一部（4年制）・予備科（1年制、高等小学校卒対象）・本科第二部（1年制、中学卒対象）を設置。
- 1923年（大正12年）9月 - 関東大震災で全校舎倒壊。
- 1925年（大正14年）
  - 本館再建竣工。
  - 4月 - 本科第一部が 5年制となる（高小卒対象）。
- 1926年（大正15年）4月 - 専攻科（1年制）を設置。
- 1931年（昭和6年）4月 - 本科第二部が2年制となる。

#### 神奈川県女子師範学校
- 1907年（明治40年）1月 - 神奈川県女子師範学校設置認可（文部省告示第6号）、5月に開校式。
  - 神奈川県立高等女学校（現・神奈川県立横浜平沼高等学校）を併置。
- 1908年（明治41年）2月 - 師範学校規程に基づき学則制定。
  - 本科第一部（4年制）・予備科（1年制、高小卒対象）を設置。
- 1922年（大正11年）4月 - 本科第二部を設置。修業年限：4年制高等女学校卒業者は2年、5年制高女卒業者は1年。
- 1923年（大正12年）
  - 9月 - 関東大震災で本館以外の校舎倒壊、附属小学校が焼失。
  - 11月 - バラック校舎で授業再開。
- 1925年（大正14年）4月 - 本科第一部が5年制に（高小卒対象）。
- 1926年（大正15年）4月 - 専攻科（1年制）を設置。
- 1927年（昭和2年）4月 - 横浜市中区根岸町立野に新築した校舎に移転。県立高等女学校は岡野町に残留。
- 1931年（昭和6年）4月 - 本科第二部が2年制に。
- 1936年（昭和11年） - 神奈川県立第二高等女学校（現・神奈川県立横浜立野高等学校）を併設。

### 官立期

#### 神奈川師範学校
- 1943年（昭和18年）4月1日 - 改正師範教育令施行により、神奈川県師範学校・神奈川県女子師範学校を統合し、官立神奈川師範学校設置。
  - 旧神奈川県師範学校校舎に男子部、旧神奈川県女子師範学校校舎に女子部を設置。
  - 男子部・女子部にそれぞれ本科（3年制、中等学校卒対象）・予科（2年制、高小卒対象）を設置。
- 1945年（昭和20年）5月29日 - 空襲で女子部校舎（本館を除く）を焼失。
- 1949年（昭和24年）5月31日 - 国立学校設置法公布により、新制横浜国立大学発足。
  - 神奈川師範学校は神奈川青年師範学校と共に学芸学部の母体として包括。
  - 師範学校男子部（鎌倉）に学芸学部（本校）、女子部（横浜・立野）に横浜分校を設置。
- 1951年（昭和26年）3月31日 - 旧制神奈川師範学校、廃止。

## 校地
神奈川師範学校男子部
前身の神奈川県師範学校から引き継いだ鎌倉市雪ノ下の校地を廃止まで使用した。鎌倉校地は後身の横浜国立大学学芸学部に継承されたが、1965年（昭和40年）1月に火災で第1棟（旧師範学校本館）・第2棟を焼失した。1966年（昭和41年）に教育学部と改称後、同年末に清水ヶ丘の経済学部キャンパス（旧横浜経専校地）に移転。1974年（昭和49年）8月には、現在の常盤台キャンパス（横浜市保土ケ谷区）に移転した。
旧鎌倉校地は現在、横浜国立大学教育学部附属鎌倉小学校・同中学校の校地となっている。
神奈川師範学校女子部
前身の神奈川県女子師範学校から引き継いだ横浜市中区立野の校地を廃止まで使用した。立野校地は後身の横浜国立大学学芸学部に引き継がれ、横浜分校となった。1953年（昭和28年）4月からは全学部の一般教育が横浜分校で行われた。1959年（昭和34年）9月、横浜分校は清水ヶ丘 （経済学部キャンパス） に移転し、1971年（昭和46年）に廃止された。
旧立野校地は現在、横浜国立大学教育学部附属横浜小学校の校地となっている。

## 学校関係者

### 歴代校長
神奈川県師範学校（前身諸校を含む）
- 小林義則（校長事務）：1875年 - （東京師範学校卒業、のち教科書出版の文学社創業）
- 朝夷六郎（校長心得）：1879年 - （東京師範学校中学師範学科卒業）
- 奥村精一（校長兼任）：1881年1月 - （神奈川県学務課長）
- 東条小介（校長兼任）：1881年8月 - （神奈川県学務課員）
- 多田實：1882年7月 -
- 津田清長（校長補）：1885年11月 -
- 奥村精一：1887年12月20日- 1890年12月25日（神奈川県属）
- 須田辰次郎：1891年1月12日 - 1895年8月27日（尋常師範学校官制改正に伴い1892年4月1日重任）
- 中村五六：1895年8月27日 - 1898年1月8日
- 朝夷六郎：1898年1月8日 - 1899年10月26日
- 久保田貞則：1899年10月26日 - 1907年6月14日
- 中山民生：1907年6月14日 - 1909年7月31日
- 内堀維文：1909年9月7日 - 1913年5月31日
- 里村勝次郎：1913年5月31日 - 1921年3月31日
- 永瀬伊一郎：1921年3月31日[1] - 1925年3月31日
- 渡辺周太郎：1925年4月20日 - 1928年4月20日
- 豊田潔臣：1928年4月20日 - 1932年1月8日
- 大野（鹿孝）毅（校長事務）：1932年1月8日 - 3月28日
- 佐藤礼云：1932年3月28日 - 1938年9月26日
- 和田兼三郎：1938年9月26日 - 1939年8月31日
- 石畑真一：1939年8月31日 - 1943年4月1日

神奈川県女子師範学校
- 新原俊秀：1907年4月9日 - 1913年5月31日（高等女学校長兼務）
- 相沢英次郎：1913年5月31日 - 1922年11月10日（1913年9月に英二郎より改名[2]）
- 五十嵐長之丞：1922年11月10日 - 1927年3月4日
- 稲垣茂一：1927年3月4日 - 1928年5月24日
- 結城権兵衛（校長事務）：1928年6月14日 -
- 結城権兵衛：1928年11月5日 - 1939年12月16日
- 後藤真造：1939年12月16日 - 1943年4月1日

神奈川師範学校
- 木下一雄：1943年4月1日[3] - 1945年7月25日[4]
- 三田主市：1945年7月25日[4] -

横浜国立大学神奈川師範学校
- 銅直勇：1949年6月13日 - 
  - 1949年5月31日より横浜国立大学学芸学部長に補任。
  - 1950年10月31日より横浜国立大学教授・学芸学部長に補任、青年師範学校長兼任。

### 教職員経験者
- 金栗四三

### 著名な出身者
- 赤星直忠（文学博士・考古学者）
- 石渡坦豊（教育者・横須賀市長）
- 梅原良（銀行家・衆議院議員）
- 片岡勝治（参議院議員）
- 近藤耕蔵（お茶の水女子大学名誉教授・理化学）
- 坂本龍之輔（教育者）
- 谷鼎（国文学者・歌人）
- 内藤卯三郎（物理学者）
- 沼田頼輔（文学博士・紋章学）
- 福田正夫（詩人）
- 三樹一平（明治書院創業者）
- 村瀬輝光（神奈川県民歌「光あらたに」作詞者、推理作家）
- 八木重吉（詩人・英語科教師）
- 和田実（幼児教育）

## 関連文献
- 教育学部史編纂委員会編『横浜国立大学教育学部の歩み』横浜国立大学教育人間科学部、2002年3月。